# 尼克里烏帕齊拉
尼克里乌帕齐拉是孟加拉国吉紹爾甘傑縣的一个乌帕齐拉，位於達卡专区的吉紹爾甘傑縣。。

## 人口
據1991年孟加拉國人口普查，尼克里共有戶數22,007戶，人口110912人。其中男性佔比50.16%，女性佔比49.84%；成年人口54,437人。該地7歲以上人口之平均識字率為12.6%，低於全國平均值（32.4%）。